# Église d'Utsjoki
L'église d'Utsjoki (en same du Nord : Ohcejoga girku et en finnois : Utsjoen kirkko) est une église située à Utsjoki en Finlande,.

## Galerie

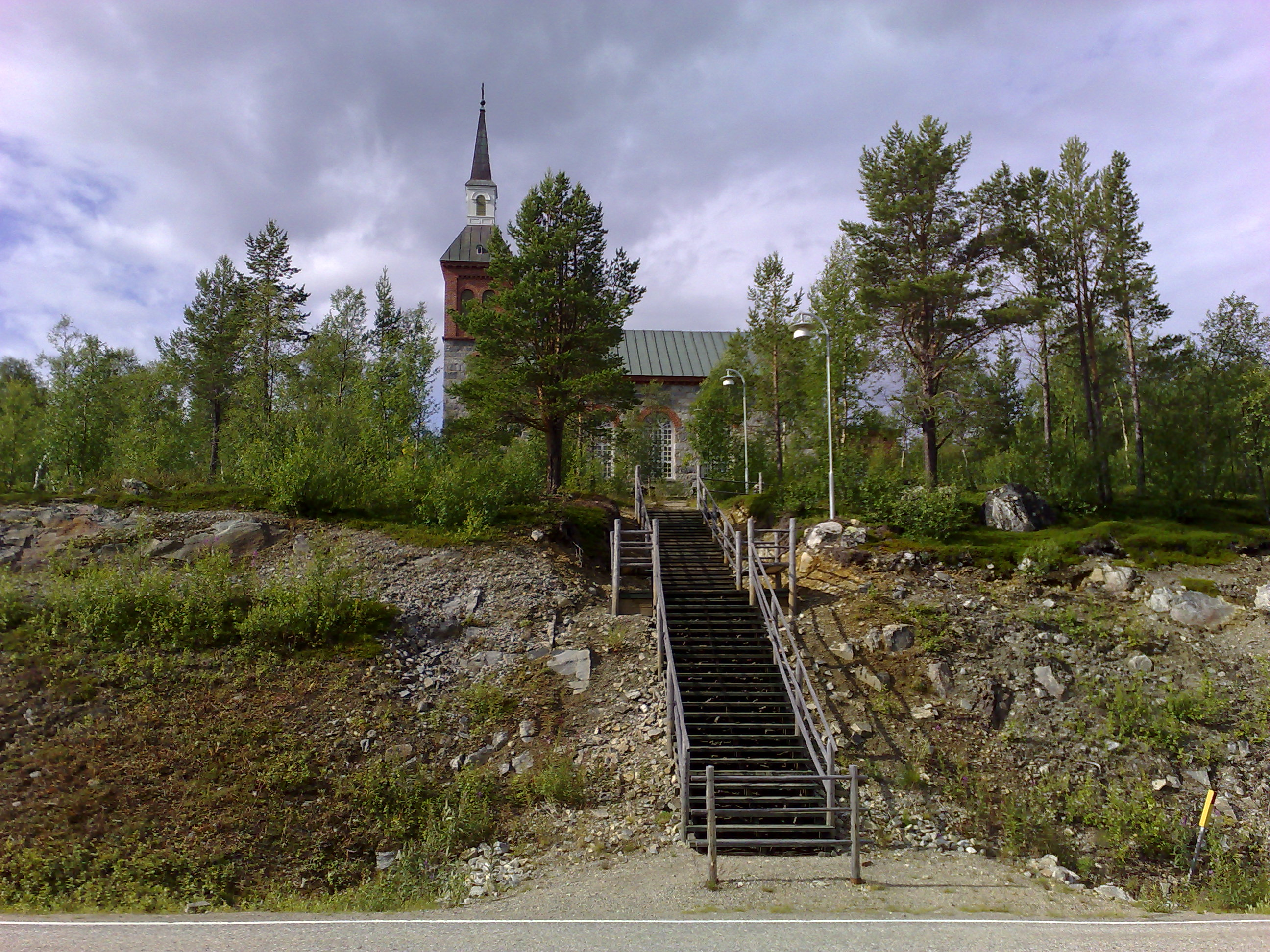
L'église vue du chemin.
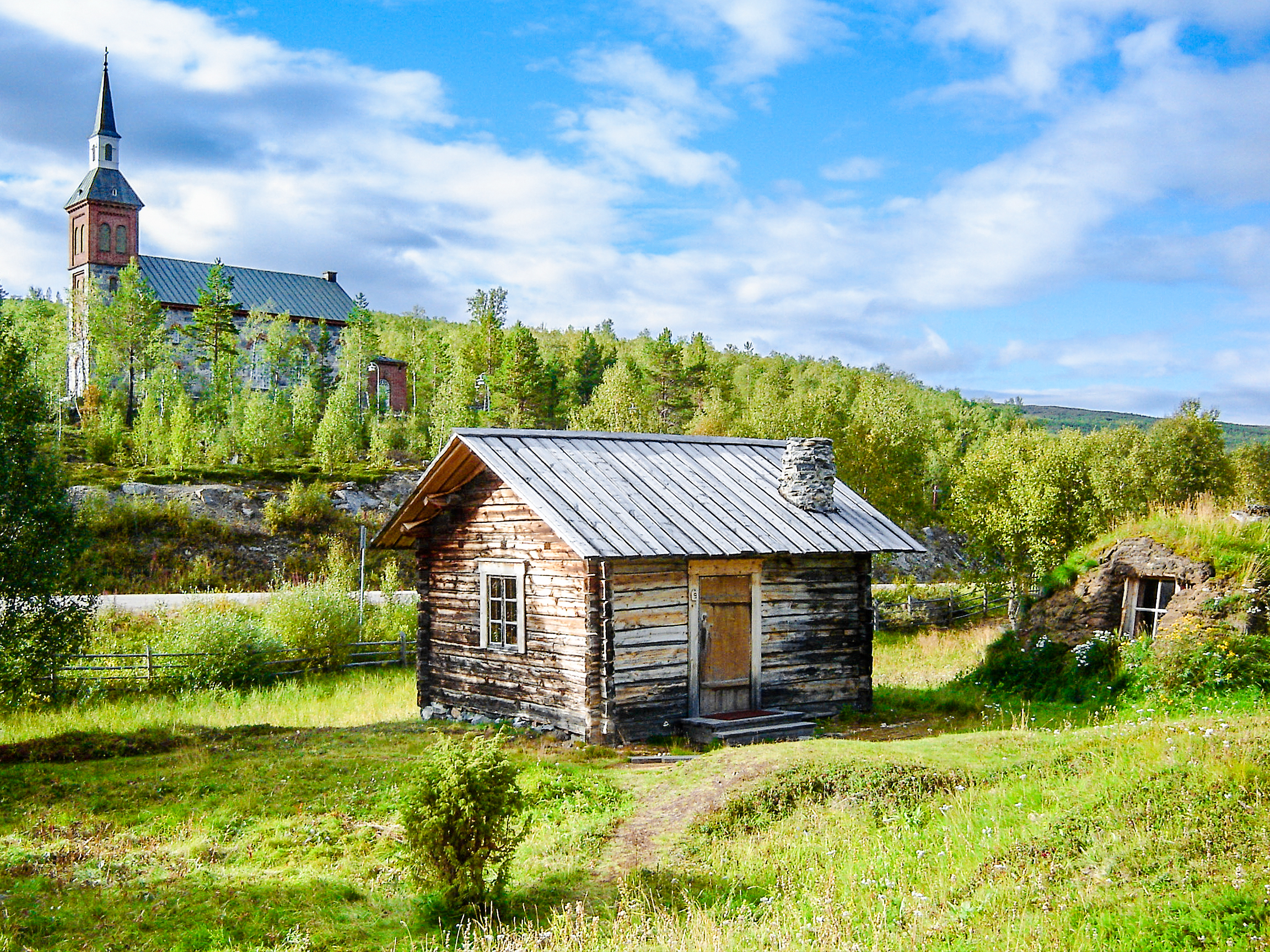
Une cabane en rondins de l'église.
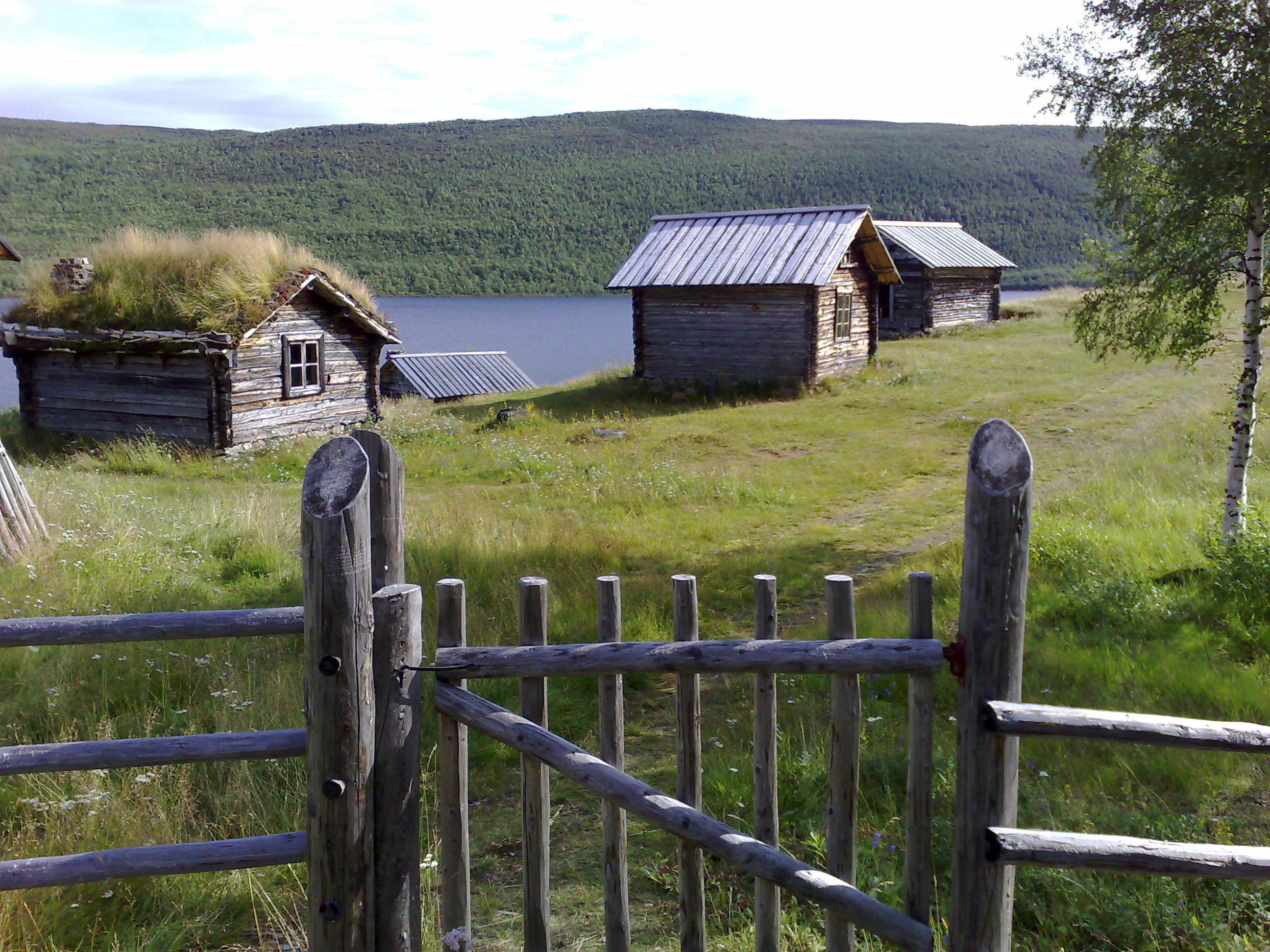
Cabanes en rondins de l'église.